# Calle del Roser (Reus)
La Calle del Rosario es una calle del municipio de Reus (Baix Camp) incluida en el Inventario del Patrimonio Arquitectónico de Cataluña .

## Descripción
Va de la plaza de Cataluña a la avenida de Mariano Fortuny, y es la entrada a la ciudad de los que vienen por la carretera de Montblanc. Los edificios conservan el plano de la fachada con alturas variables. Las aberturas son rectangulares en los balcones con balaustrada de hierro forjado. Los muros enlucidos presentan algún ejemplo de esgrafiados. Se observan cornisas, pináculos y barbacanas, pilastras embebidas, capiteles y ménsulas. La tipología de los edificios es bastante unitaria, tiendas en la planta baja y viviendas en los pisos. Los edificios que hay de la Riera de Miró hasta encontrar la calle Muralla son los que han sufrido más cambios en su composición.

## Historia
Esta calle está ya documentada en el XVIII . Toma este nombre porque encaminaba a la ermita del Rosario, donde en 1802 se instaló el cementerio de Reus . A partir de 1765 se empezó a construir más allá de la Riera o rambla de Miró, para enlazar con el camino del Roser. Fue uno de los epicentros del crecimiento urbano del XIX edificándose a su alrededor varias calles con viviendas por el proletariado, pero seguía siendo uno de los lugares de residencia de la burguesía comercial.  En 1837 se construyó un puente, el "puente del Isla", que atravesaba la Riera de Miró, ya que cuando bajaba agua dejaba aislada la población de la riera arriba, lo que se llamaba el "barrio de el Isla". En 1870 se derribó el portal de las murallas que se habían construido durante las Guerras Carlistas . En 1932 y 1943 se hicieron las cloacas y en 1949 las aceras.  Durante muchos años se le subdividió en calle Primera y calle Segunda del Rosario. Llevó también el nombre de Pi y Margall, y durante el franquismo era la Avenida Quince de Enero. Durante la posguerra, el crecimiento de la ciudad hizo que se sustituyeran progresivamente las casitas que había en el último tramo antes de llegar a la Ermita del Roser, buena parte de ellas unifamiliares, de menestrales y campesinos, construidas básicamente con la aparición del ensanche decimonónica, y algunas pequeñas masías dedicadas a la explotación agrícola, por impersonales bloques de pisos.